# Carol Lambrino
Carol Lambrino   (Bucarest, 8 de gener de 1920 - Londres, 27 de gener de 2006), també conegut com el príncep Mircea Grigore Carol de Romania d'acord amb el seu certificat de naixement romanès modificat o com a Carol Lambrino (pronunciat en romanès: [ˈKarol lambrino]). Era el fill gran del rei Carol II de Romania.

## Primers anys de vida
Carol Lambrino va néixer a Bucarest, fill del príncep hereu Carol de Romania i de la seva primera esposa, Zizi Lambrino. En el moment del seu naixement estava registrat amb el nom de Mircea Grigore Carol Lambrino. El seu pare va rebre el nom del seu germà petit, el príncep Mircea de Romania, que va morir el 1916. El seu avi, el rei Ferran, va forçar l'anul·lació del matrimoni dels seus pares el gener de 1919 a la Cort Suprema de Romania i Carol va néixer fora del període de 300 dies permès per permetre la legitimitat, el 8 de gener de 1920. S'ha qüestionat la legalitat de la nul·litat.
Després del seu naixement, Carol i la seva mare es van veure obligades a deixar Romania i es van instal·lar a París. Durant els seus anys més joves i el seu regnat, fins i tot durant la seva dictadura personal (1938-1940), quan ocupava el poder absolut a Romania, el rei Carol II va reconèixer el seu primogènit Mircea Carol com a príncep en diverses ocasions. Una d'aquestes situacions va ser una carta publicada a la primera pàgina pel diari romanès Epoca (17 de gener de 1920). Signat pel príncep hereu Carol, el document és una declaració en què el futur rei reconeixia la seva paternitat del bebè de la princesa Ioana. A més, la Casa de Hohenzollern-Sigmaringen sempre els ha reconegut com a prínceps de Hohenzollern, com queda clar en la correspondència entre el difunt príncep Friedrich de Hohenzollern-Sigmaringen i el rei deposat Carol II.

## Legitimació
Després de la mort del seu pare, l'antic rei Carol II, a Portugal, el 4 d'abril de 1953, Carol va reclamar el dret a heretar alguns béns del seu pare d'acord amb la legislació portuguesa. Per fer-ho, calia demostrar que era el fill legítim del seu pare.
El 2 d'abril de 1955, un tribunal portuguès va dictaminar que Carol era el fill primogènit legítim del rei Carol II i li va permetre reclamar el cognom Hohenzollern en lloc de Lambrino. El 6 de març de 1957, la sentència portuguesa va ser reconeguda a França per un Exequatur del Tribunal de la Gran Instància de París. Això va permetre a Carol l'herència de les propietats franceses del seu pare. Miquel, el germanastre menor de Carol, va apel·lar aquesta sentència que va ser confirmada pel Tribunal de cassació el 8 de gener de 1963.
L'octubre de 1995, un tribunal romanès va dictaminar que Carol era el fill legítim del rei Carol II. El seu germanastre, Miquel, va apel·lar contra aquesta sentència, però va perdre el cas en un tribunal d'apel·lació superior el 1999. El març de 2002, el Tribunal Suprem de Romania va dictaminar que es procediria a un nou judici i, el juliol de 2002, un tribunal inferior va tornar a donar la raó a Carol. Miquel va tornar a apel·lar i el gener del 2003 va tornar a perdre el recurs. Miquel va tornar a apel·lar al desembre del 2003.
Carol va visitar Bucarest el novembre del 2005. Va ser la primera vegada que va anar a Romania després d'haver assistit al funeral de la seva àvia, la reina Maria, el 1938.
Dos mesos després, Carol va morir a Londres. Va ser enterrat a Romania després d'un funeral celebrat al monestir de Cozia. Mai va reclamar el desaparegut tron de Romania, a diferència del seu fill Paul.

## Matrimoni i fills
Carol es va casar tres vegades:
- El seu primer matrimoni va ser el 22 de març de 1948 a París amb Hélène Henriette Nagavitzine, coneguda com a cantant d'òpera Léna Pastor (26 de maig de 1925 - desembre de 1998), amb qui va tenir un fill abans de divorciar-se el 1958: Paul-Philippe Hohenzollern (13 d'agost de 1948), que es va casar amb Lia Georgia Triff el 1996. Tenen un fill.
- El seu segon matrimoni va ser amb Jeanne Williams (15 de novembre de 1930 a Nashville, Tennessee - 5 de juny de 1988 a Rutland, Vermont) el 20 de desembre de 1960 a París, amb qui va tenir un fill abans de divorciar-se el 1977: Ion George Nicholas Alexander Lambrino (va néixer l'1 de setembre de 1961)
- La seva tercera esposa va ser Antonia Colville (29 de maig de 1939 a Bracken, Church Crookham, Hampshire - 13 de juny de 2007), la néta de Charles Colville, primer vescomte Colville de Culross a l'Ajuntament de Fulham el 27 de juny de 1984, sense cap problema. Carol i la seva tercera dona es van establir a Parsons Green i van portar una vida tranquil·la.